# Charlotte Hornets
Charlotte Hornets (Charlotte Bobcats entre 2004 i 2014) és una franquícia de l'NBA amb seu Charlotte (Carolina del Nord). Participa en la Divisió Sud-est de la Conferència Est de l'NBA.

## Història de la franquícia
- Charlotte Hornets (1988-2002)
- Charlotte Bobcats (2004-2014)
- Charlotte Hornets (2014-present)

### Charlotte Hornets (1988-2002)
La franquícia es funda a l'octubre de 1988 i s'instal·la a Charlotte (Carolina del Nord). L'equip és liderat en la seva primera temporada per Kelly Tripucka i Rex Chapman, un excel·lent llançador.
La franquícia obté la primera elecció del draft de 1991 i selecciona a Larry Johnson. Malgrat l'impacte immediat de l'anomenat "Grandmama", Charlotte fa una temporada mediocre i obté la temporada següent la segona elecció del draft. Els Hornets seleccionen llavors a Alonzo Mourning. Amb Larry Johnson, formen un duo d'interior molt jove però potent. Amb el suport del llançador Kendall Gill, l'especialista dels tirs 3 punts Dell Curry, i el petit Muggsy Bogues, amb només 1,59 metres d'altura.
Els Hornets acaben cinquens de la Conferència Est i guanyen els Boston Celtics a la primera ronda. A causa de la seva falta d'experiència els és inevitable perdre davant New York Knicks a la ronda següent. El trio Johnson-Mourning-Bogues agrada molt i sembla formar les bases d'un equip prometedor. El futur dels Hornets, no obstant això, és compromès per les múltiples lesions de Larry Johnson i d'Alonzo Mourning.
Durant la temporada 1995, Alonzo Mourning és traspassat a Miami per al llançador Glen Rice. Kenny Anderson substitueix a Muggsy Bogues, lesionat també, i es converteix en el líder de l'equip.
Durant l'interessant 1996, Kenny Anderson, en final de contracte, deixa a l'equip, mentre que Larry Johnson és traspassat a Nova York per Anthony Mason. Durant el draft, els Hornets seleccionen amb la primera elecció Kobe Bryant, però és traspassat a Los Angeles Lakers, allí a canvi del pivot Vlade Divac. Amb un equip compost de Glen Rice, Vlade Divac, Anthony Mason, Muggsy Bogues i Matt Geiger, Charlotte obté la millor temporada de la seva història i refà la seva aparició en play-offs. L'èxit segueix el 1997-1998 amb els fitxatges de David Wesley i Bobby Phills, i els Hornets són eliminats en play-offs pels futurs campions, Chicago Bulls.
Les sortides el 1999 de Glen Rice (intercanviat per Eddie Jones), Matt Geiger, Vlade Divac i Muggsy Bogues debiliten a l'equip, que acaba vuitè empatat amb New York Knicks però no es classifica per als play-offs.
L'elecció de Baron Davis al draft de 1999 assenyala la tornada dels Hornets, que realitzen una temporada prometedora. Desgraciadament, el 12 de gener de 2000, Bobby Phills mor en un accident de cotxe, mentre feia un viatge en l'autopista amb el seu company David Wesley. El seu nombre 13 és retirat el 9 de febrer.
Les temporades 2001 i 2002 es caracteritzen per aparicions dels Hornets en play-offs, no obstant sense arribar a sobrepassar la segona ronda. Es traspassa a Eddie Jones per Jamal Mashburn a Miami.
L'any 2002 la franquícia es trasllada a New Orleans i passa a anomenar-se New Orleans Hornets.

### Charlotte Bobcats (2004-2014)

#### La creació d'un nou equip
Quan els Charlotte Hornets es van traslladar a Nova Orleans per a la temporada 2002-2003, la ciutat i l'NBA van estar d'acord a crear un nou equip a Charlotte per a la temporada 2004-2005. Diversos grups de propietaris, inclòs un liderat per l'ex-estrella dels Boston Celtics Larry Bird, van licitar per l'equip. Al final va ser el grup Black Entertainment Television, fundat per Robert L. Johnson, qui va guanyar la partida. Johnson és un dels principals destacats propietaris d'equips esportius de raça afroamericana. El juny de 2006 es va anunciar que l'ex estrella dels Chicago Bulls Michael Jordan es convertia en el segon major accionista de la franquícia. Un altre destacat accionista de l'equip és el raper Nelly.
El nom de l'equip va ser votat entre altres possibles noms, com Charlotte Dragons o Charlotte Flight, que finalment va ser el que guanyar la votació popular gràcies a la fama local dels Germans Wright. Malgrat això, el seu propietari, Bob Johnson, es va decidir pel seu animal favorit, el "bobcat" (linx vermell). Aquest animal és un depredador que habita en l'àrea de Carolina del Nord. A més, té relació amb el nom de la franquícia de futbol americà de l'estat, els Carolina Panthers. També el servei de transport de la ciutat rep el nom de CATS ("Charlotte Area Transit System").

#### Els primers anys
Els Bobcats acudiren al draft d'expansió el 22 de juny de 2004, on van poder triar un únic jugador de cadascuna de la resta de les franquícies. Van aconseguir gent jove amb talent que no havien estat prou aprofitats pels seus anteriors equips, com l'aler dels Sacramento Kings Gerald Wallace, o el guanyador del concurs de triples de l'All-Star Weekend de 2007, l'aler de Miami Heat Jason Kapono. Va ser complicat crear un equip de garanties amb les restes dels altres. La seva sort va canviar en el draft del 2004, on van aconseguir en la segona elecció a Emeka Okafor, que va guanyar el premi de Rookie de l'any en 2005.
El primer partit de la seva curta història el van disputar el 4 de novembre de 2004 contra els Washington Wizards, perdent 103-96. Però no van trigar a donar la primera alegria a les seves fans, a l'aconseguir la seva primera victòria dos dies després, contra Orlando Magic, per 111-100. Després de perdre els 7 partits posteriors, van aconseguir batre al llavors vigent campió, els Detroit Pistons, i pocs dies després van aconseguir una victòria molt significativa per als seus seguidors, ja que van batre New Orleans Hornets en la pròrroga en la seva primera visita a la ciutat que s'havia dut el seu anterior equip. Van acabar la temporada amb un balanç de 18 victòries i 64 derrotes, en la quarta posició de la seva divisió.

### Charlotte Hornets (2014-present)
El 2014 la franquícia dels Charlotte Bobcats canviaria el seu nom pel de Charlotte Hornets. Els nous Charlotte Hornets s'atribueixen la història (estadístiques i reconeixements) de l'antiga franquícia de Charlotte, que el 2002 s'havia traslladat a New Orleans.

## Pavellons
- Charlotte Coliseum (1988-2002)
- Charlotte Coliseum (2004-2005)
- Charlotte Bobcats Arena (2005-2008), Time Warner Cable Arena (2008-2016), Spectrum Center (2016-present)

## Jugadors destacats
- Larry Johnson

Hi va haver un temps en què els Hornets eren un equip poderós que va arribar a encadenar dues temporades consecutives amb més de cinquanta victòries. Era una època en què Larry Johnson, Alonzo Mourning i Tyrone Bogues eren jugadors dels Hornets. Els tres van fer que un equip amb pocs anys de vida en l'NBA entrés a l'elit de la lliga, durant unes temporades.